# Newcastle United F.C.
Câu lạc bộ bóng đá Newcastle United là một câu lạc bộ bóng đá chuyên nghiệp Anh đặt trụ sở tại Newcastle upon Tyne ở miền Đông Bắc nước Anh. Sân nhà của câu lạc bộ là St James' Park với sức chứa 52.387 khán giả. Biệt danh của câu lạc bộ là The Magpies (Chích Chòe), còn cổ động viên được gọi là Toon Army. Các đối thủ truyền thống của Newcastle United là 2 câu lạc bộ Sunderland, tạo nên trận derby Tyne-Wear và Middlesbrough, tạo nên trận derby Tyne-Tees.
Câu lạc bộ chỉ vắng mặt ở giải Ngoại hạng Anh trong vòng 3 mùa giải, và dành tới 88 mùa giải trong lịch sử của đội để thi đấu ở hạng đấu cao nhất. Họ cũng chưa từng phải xuống chơi ở giải đấu hạng thứ 3 của bóng đá Anh kể từ khi gia nhập Football League vào năm 1893. Đồng thời, Newcastle United cũng là câu lạc bộ thành công thứ 9 của nước Anh khi tính về tổng số lượng danh hiệu giành được, trong đó có 4 chức vô địch quốc gia và 6 chiếc Cúp FA, cũng như chiếc cúp Intertoto vào năm 2006.

## Lịch sử hình thành

### 1881–1903: Tiền thân và những năm đầu tiên
Trận đấu bóng đá đầu tiên được ghi nhận tại vùng Tyneside được tổ chức tại Elswich Rugby Club vào ngày 3/3/1877. Sau đó chỉ một năm, câu lạc bộ bóng đá đầu tiên được thành lập, mang tên Tyneside Association. Tuy nhiên, sự thành lập của Newcastle United đến từ sự hợp nhất của hai đội bóng tiền thân là Newcastle West End F.C và Newcastle East End F.C.
Tiền thân đầu tiên của Newcastle United chính là câu lạc bộ cricket Stanley ở Byker, thành lập tháng 11 năm 1881. Đội bóng này sau đó được đổi tên thành Newcastle East End F.C vào tháng 10 năm 1882 để phân biệt với đội cricket ở Stanley, hạt Durham. Một đội bóng địa phương khác ở Byker là Rosewood F.C cũng hợp nhất với Newcastle East End một thời gian ngắn sau đó, trước khi câu lạc bộ chuyển bản doanh từ Byker đến Heaton vào năm 1886.
Trong khi đó, Newcastle West End F.C được thành lập trên cơ sở của đội cricket West End, và đây chính là đội bóng đầu tiên chuyển đến St James' Park, sân nhà của Newcastle United hiện nay, vào tháng 5 năm 1886.
Vào thời điểm đó, cả hai câu lạc bộ mang tên Newcastle đều thi đấu tại Northern League, và là những đối trọng của nhau. Năm 1889, đội East End tiến lên chuyên nghiệp và thành lập cho mình một công ty vào tháng 3 năm 1890. Ngược lại, về phía West End, đội bóng này gặp phải khó khăn tài chính lớn, và đã phải đề nghị với kình địch East End về một vụ sáp nhập. Kết quả là West End sau đó phải giải tán, và một số thành viên cũ của đội bóng, bao gồm cầu thủ và các thành viên ban huấn luyện, đã chuyển sang đầu quân cho East End, và đội bóng này cũng chính thức tiếp quản sân bóng St James' Park. Hai đội bóng mang tên Newcastle chính thức sáp nhập làm một vào tháng 5 năm 1892.
Sau khi hai câu lạc bộ trong vùng hợp nhất, sự quan tâm dành cho bóng đá tại Newcastle gia tăng đáng kể. Đội bóng bị từ chối khi xin tham dự hạng đấu cao nhất của The Football League vào mùa 1892-1893, nhưng sau đó, được mời tham dự giải đấu hạng hai. Tuy nhiên, vì không có nhiều tên tuổi lớn tham dự giải đấu này vào thời điểm đó, Newcastle United từ chối lời mời của Football League và ở lại tham dự giải Northern League. Để gia tăng mức độ ảnh hưởng và danh tiếng của đội, Newcastle East End đã nghĩ đến việc thay đổi tên gọi của đội bóng. Một số những đề xuất như Newcastle F.C, Newcastle Rangers, Newcastle City và City of Newcastle dã được đưa ra, nhưng cuối cùng, cái tên Newcastle United đã được chọn vào ngày 9/12/1892. Cái tên này sau đó được Football League chấp thuận vào ngày 22/12 cùng năm. Đây cũng là dấu mốc đánh dấu sự thành lập chính thức của câu lạc bộ Newcastle United. Đội bóng sau đó tiến lên chuyên nghiệp và thành lập công ty Newcastle United Football Club Co. Ltd. vào ngày 6/9/1895.
Sau khi bị từ chối ở mùa giải 1892-1893, Newcastle United tiếp tục nỗ lực xin tham dự giải đấu hạng nhất vào mùa sau. Lần này, nỗ lực vẫn tiếp tục thất bại, tuy nhiên, đội bóng đã đồng ý tham gia giải đấu hạng hai, cùng thời điểm với hai đội khác là Liverpool và Woolwick Arsenal. Trận đấu chính thức đầu tiên của Newcastle United tại giải hạng hai đã diễn ra vào tháng 9 năm 1893, khi họ có tỉ số hòa 2-2 trước Woolwick Arsenal. Vào những mùa giải đầu tiên, vẫn chưa có quá nhiều khán giả đến theo dõi Newcastle United thi đấu, tuy nhiên, tình hình đã được cải thiện vào mùa 1895-1896, khi đã có 14.000 khán giả dự khán trận đấu giữa họ với Bury F.C. Cũng trong mùa giải này, Frank Watt trở thành thư ký của đội bóng, và đã đóng vai trò then chốt đưa câu lạc bộ thăng hạng lên giải hạng nhất vào mùa 1898-1899. Tuy nhiên, Newcastle United đã nhận thất bại 2-4 trên sân nhà trước Wolverhampton Wanderer trong trận đầu tiên ở giải hạng nhất và kết thúc mùa giải năm đó ở vị trí thứ 13.

### 1903–1937: Những thành công đầu tiên và thời chiến
Kể từ mùa giải 1903–04, Newcastle United đã xây dựng cho mình một đội hình gồm toàn những hảo thủ, mà sau đó đã thống trị giải hạng nhất Anh trong vòng khoảng một thập niên, một đội hình được miêu tả với những mĩ từ như "lối chơi đầy nghệ thuật, sự pha trộn giữa tính đồng đội và lối chơi nhanh, bóng ngắn". Peter McWilliams, một hậu vệ trong đội hình thuở ấy của Newcastle United sau này kể lại: "Đội hình Newcastle thập niên 1900 đủ khả năng khiến bất cứ một đội bóng hiện đại nào nhận hai bàn thua chóng vánh và đánh bại họ, thậm chí nghiền nát đối phương". Đội hình đó đã đem về cho Newcastle ba chức vô địch quốc gia vào các mùa 1904-1905, 1906-1907 và 1908-1909. Thậm chí, họ còn suýt lập cú đúp quốc nội, nhưng đã  bị đánh bại trong trận chung kết cúp FA bởi Aston Villa năm 1905. Họ cũng đã thêm ba lần thất bại trong trận chung kết cúp FA vào các năm 1906 trước Everton, năm 1908 trước Wolverhampton Wanderer và năm 1911 trước Bradford City. Tuy vậy, họ đã thành công nâng cao chiếc cúp này vào năm 1910 bằng việc đánh bại Barnsley.
Sau giai đoạn vàng son đó, mãi đến năm 1924, Newcastle mới một lần nữa vào đến chung kết cúp FA. Đây cũng là năm đánh dấu chiếc cúp FA thứ hai trong lịch sử câu lạc bộ, khi bại tướng của họ là Aston Villa. Hughie Gallacher, một trong những thủ quân và chân sút huyền thoại của đội bóng, đã dẫn dắt toàn đội đến với danh hiệu vô địch quốc gia lần thứ tư, và cũng là lần gần nhất cho đến tận ngày nay, vào năm 1927. Thời điểm đó, đội còn sở hữu các ngôi sao như Neil Harris, Stan Seymour và Frank Hudspeth. Đội bóng bắt đầu thoái trào vào cuối thập niên 1920, đầu 1930 khi vào cuối mùa 1929-1930, Newcastle đã ngấp nghé bờ vực xuống hạng và thủ quân Hughie Gallacher cũng rời câu lạc bộ để đầu quân cho Chelsea. Đó cũng là thời điểm Andy Cunningham trở thành huấn luyện viên trưởng của đội. Thành công cuối cùng trong giai đoạn này đến vào mùa 1931-1932, khi Newcastle United giành được chiếc cúp FA thứ ba trong lịch sử đội bóng. Cuối mùa 1933-1934, câu lạc bộ đã phải xuống chơi ở giải hạng hai, sau 35 năm chơi ở hạng đấu cao nhất, đồng thời Tom Mather thay thế Andy Cunningham trở thành thuyền trưởng mới của đội.

### 1937–1969: Thành công thời hậu chiến
Sau khi rớt hạng, Newcastle đã thi đấu rất chật vật, thậm chí suýt phải rơi xuống giải hạng ba, khi họ chỉ trụ hạng bằng hơn hiệu số bàn thắng vào cuối mùa 1937-1938. Chiến tranh thế giới thứ hai bùng nổ năm 1939, và câu lạc bộ đã cải tổ lực lượng trong giai đoạn này, khi đem về những cái tên như Jakie Milburn, Tommy Walker và Bobby Cowell, giúp họ trở lại hạng đấu cao nhất vào cuối mùa 1947-1948. Trong thập niên 1950, Newcastle gặt hái khá nhiều thành công, khi chỉ trong 5 năm, họ giành tới 3 chiếc cúp FA, vào các năm 1951 (trước Blackpool), 1952 (trước Arsenal) và 1955 (trước Manchester City). Giai đoạn thành công ngắn ngủi nhanh chóng kết thúc, khi họ tiếp tục xuống hạng cuối mùa 1960-1961 dưới sự chỉ đạo của huấn luyện viên Charlie Mitten. Mitten dẫn dắt Newcastle thêm một mùa ở giải hạng hai, trước khi đội được tiếp quản bởi một cựu cầu thủ, Joe Harvey. Harvey dẫn dắt đội bóng đến chức vô địch giải hạng hai cuối mùa 1964-1965 và giành quyền quay trở lại giải hạng nhất. Ông cũng đưa Newcastle lần đầu tiên bước ra đấu trường châu Âu vào cuối mùa 1967-1968 và thậm chí vô địch cúp Inter-Cities Fairs năm 1969 khi đánh bại đại diện Hungary, Újpest với tỉ số đậm đà 6-2.

### 1969–1992: Lên và xuống hạng
Huấn luyện viên Joe Harvey thực hiện vụ chuyển nhượng tiền đạo Malcolm Macdonald vào mùa hè năm 1971, với mức giá kỷ lục của câu lạc bộ lúc bấy giờ là 180.000 bảng Anh. Macdonald là chân sút cự phách, đã dẫn dắt hàng công của Newcastle vào tới trận chung kết cúp FA năm 1974, nơi mà họ chịu thất bại trước Liverpool. Đồng thời, đội bóng cũng giành hai chức vô địch liên tiếp tại đấu trường Texaco Cup vào các năm 1974 và 1975. Harvey rời đội năm 1975, và Gordon Lee là người thay thế. Lee cùng Newcastle vào trận chung kết Cúp liên đoàn Anh vào năm 1976 đối đầu với Manchester City, nhưng đã không thể đưa chiếc cúp này về Tyneside. Tuy nhiên, chân sút chủ lực Malcolm Macdonald đã bị Gordon Lee bán cho Arsenal vào cuối mùa giải đó. Sau này, tiền đạo người Anh đã chia sẻ: "Tôi từng yêu Newcastle, cho đến khi Gorden Lee đến". Sau cùng, Lee cũng rời Newcastle vào năm 1977 để đến Everton, và Richard Dinnis là huấn luyện viên mới của đội bóng.
Nhiệm kỳ của Dinnis là một thảm họa, khi để Newcastle rơi xuống giải hạng hai vào cuối mùa 1977-1978. Hai đời huấn luyện viên liên tiếp tiếp quản câu lạc bộ: Bill McGarry và Arthur Cox, cho đến khi Cox đưa Newcastle trở lại giải hạng nhất cuối mùa giải 1983-1984. Lúc này, đội bóng sở hữu những ngôi sao, như Peter Beardsley, Chris Waddle và cựu đội trưởng tuyển Anh Kevin Keegan. Thời gian tiếp theo cũng không quá suôn sẻ với Newcastle, khi Cox rời đội chuyển sang dẫn dắt Derby County, và Kevin Keegan giải nghệ. Đội bóng cũng có thể trụ lại giải hạng nhất trong hầu hết thập niên 80 với những huấn luyện viên  Jack Charlton và sau đó là Willie McFaul, cho đến khi những trụ cột như Waddle, Beardsley và Paul Gascoigne bị bán đi. Cuối cùng, Newcastle lại rớt hạng một lần nữa năm 1989. McFaul bị sa thải, rồi bị thay thế bởi Jim Smith cho đến đầu mùa 1991-1992, Osvaldo Ardiles trở thành tân thuyền trưởng.
Sir John Hall trở thành chủ tịch đội bóng vào năm 1992, bổ nhiệm Keegan vào sa bàn thay cho Ardiles, và Keegan đã giúp Newcastle trụ lại giải hạng hai. Ông cũng được cung cấp ngân quỹ để chiêu mộ những cầu thủ chất lượng, như Rob Lee, Paul Bracewell và Barry Venison, những người đã giúp Newcastle vô địch giải hạng nhất cuối mùa 1992-1993 và thăng hạng lên giải đấu mới thành lập Premier League.

### 1993–2007: Premier League
Vào cuối năm đầu tiên của họ, mùa giải 1993–94, khi trở lại giải đấu hàng đầu, họ đã về đích ở vị trí thứ ba, thành tích cao nhất của họ kể từ năm 1927.  Triết lý tấn công của Keegan đã khiến đội được gọi là "The Entertainers" bởi Sky Sports.
Keegan đã đưa Newcastle đến hai lần liên tiếp về nhì trong giải đấu vào các năm 1995–96 và 1996–97, tiến rất gần đến chức vô địch ở mùa giải trước, bao gồm trận thua 4–3 trước Liverpool tại Anfield – thường được coi là trận đấu hay nhất trong lịch sử Premier League – đã kết thúc với một hình ảnh xác định của Premier League với việc Keegan sa sút vì tích trữ quảng cáo.  Thành công của đội một phần nhờ vào tài năng tấn công của những cầu thủ như David Ginola, Les Ferdinand và Alan Shearer, những người được ký hợp đồng vào ngày 30 tháng 7 năm 1996 với mức phí kỷ lục thế giới lúc bấy giờ là 15 triệu bảng.
Keegan rời Newcastle vào tháng 1 năm 1997 và được thay thế bởi Kenny Dalglish, tuy nhiên câu lạc bộ đã trải qua một mùa giải không thành công với vị trí thứ 13 tại FA Premier League 1997–98, không thể vượt qua vòng bảng của Giải vô địch UEFA 1997–98 League mặc dù đã đánh bại Barcelona và đội đầu bảng Dynamo Kyiv tại St James' Park cũng như bị dẫn trước 2–0 để hòa 2–2 với đội của Valery Lobanovsky tại Ukraine và thất bại trong trận Chung kết Cúp FA 1998. Dalglish được thay thế vị trí huấn luyện viên vào đầu mùa giải tiếp theo bởi Ruud Gullit. Câu lạc bộ một lần nữa đứng thứ 13 trong giải đấu và thua trận Chung kết Cúp FA 1999. Gullit bất đồng với đội và chủ tịch Freddy Shepherd, và rời câu lạc bộ bốn trận trong mùa giải 1999–2000 với đội cuối bảng được thay thế bởi Bobby Robson.
Một thách thức về danh hiệu đã xuất hiện trong mùa giải 2001–02, và vị trí thứ tư của Newcastle đã giúp họ đủ điều kiện tham dự UEFA Champions League. Mùa giải tiếp theo, Robson hướng dẫn đội đến một thử thách danh hiệu khác và đứng thứ ba tại Liên đoàn, và thứ hai ở vòng bảng Champions League,  sau khi là đội đầu tiên vượt qua vòng bảng đầu tiên sau khi thua ba trận đầu tiên. Trò chơi.  Newcastle đứng thứ 5 trong giải đấu vào cuối mùa giải 2003–04 và bị loại khỏi Champions League ở vòng loại, nhưng bất chấp điều này, Robson đã bị sa thải vào tháng 8 năm 2004 sau một loạt bất đồng với câu lạc bộ.
Graeme Souness được đưa về quản lý vào đầu mùa giải 2004–05. Trong thời gian cầm quân, ông đã phá kỷ lục chuyển nhượng của câu lạc bộ khi ký hợp đồng với Michael Owen với giá 16,8 triệu bảng. Souness cũng đưa Newcastle vào tứ kết UEFA Cup 2004–05 với Alan Shearer cũng giành được chiếc giày vàng của giải đấu.  Tuy nhiên, anh ấy đã bị sa thải vào tháng 2 năm 2006 sau một khởi đầu tồi tệ trong mùa giải 2005–06 của câu lạc bộ.  Glenn Roeder tiếp quản, ban đầu là tạm thời, trước khi được bổ nhiệm làm huấn luyện viên chính thức vào cuối mùa giải. Shearer giải nghệ vào cuối mùa giải 2005–06 với tư cách là cầu thủ ghi nhiều bàn thắng nhất mọi thời đại của câu lạc bộ, với 206 bàn thắng.
Mặc dù kết thúc mùa giải 2005–06 ở vị trí thứ bảy, nhưng vận may của Roeder đã thay đổi trong mùa giải 2006–07, với một chấn thương nặng xảy ra với đội cấp cao, và anh ấy rời câu lạc bộ theo sự đồng ý của cả hai vào ngày 6 tháng 5 năm 2007.  Sau mùa giải 2006–07, và trong kỷ nguyên Premier League, Newcastle United hiện là câu lạc bộ Premiership thành công thứ năm về số điểm kiếm được.
Sam Allardyce được bổ nhiệm làm huấn luyện viên thay thế Roeder vào ngày 15 tháng 5 năm 2007.

### 2021–nay: Kỷ nguyên PIF
Vào ngày 7 tháng 10 năm 2021, sau 14 năm làm chủ sở hữu, Ashley bán câu lạc bộ cho một loạt tập đoàn mới với giá được báo cáo là 305 triệu bảng. Các tập đoàn này là Quỹ đầu tư Công, RB Sports & Media của Ả Rập Xê Út và PCP Capital Partners. Vào ngày 20 tháng 10, Bruce từ chức theo sự đồng ý của cả hai sau khi nhận được khoản thanh toán trị giá 8 triệu bảng Anh. Eddie Howe được bổ nhiệm làm tân huấn luyện viên thay thế Bruce vào ngày 8 tháng 11. Ông giúp câu lạc bộ cán đích ở vị trí thứ 11 sau chuỗi 12 trận thắng trong 18 trận, qua đó trở thành đội đầu tiên trong lịch sử Premier League trụ hạng sau khi không thắng nổi một trận nào trong 14 trận đầu tiên.
Vào ngày 21 tháng 8 năm 2022, đội nữ Newcastle United chuyển sang quyền sở hữu của câu lạc bộ lần đầu tiên sau khi tái cơ cấu chính thức. Cuối mùa giải 2022–23, câu lạc bộ lần đầu tiên giành quyền tham dự Champions League sau 20 năm. Mùa giải đó cũng là chủ đề của bộ phim tài liệu  We Are Newcastle United ra mắt bởi Amazon Prime Video. Tuy vậy, ngay trong lần đầu tiên tham dự sau 20 năm, Newcastle bị loại ở vòng bảng của giải đấu.

## Thành tích
- First Division / Premier League
  - Vô địch (4): 1904–05, 1906–07, 1908–09, 1926–27
  - Á quân (2): 1995–96, 1996–97
- Second Division / First Division / Championship
  - Vô địch (4): 1964–65, 1992–93, 2009–10, 2016–17
  - Á quân (2): 1897–98, 1947–48
- Cúp FA
  - Vô địch (6): 1909–10, 1923–24, 1931–32, 1950–51, 1951–52, 1954–55
  - Á quân (7): 1904–05, 1905–06, 1907–08, 1910–11, 1973–74, 1997–98, 1998–99
- Cúp Liên đoàn Anh / Cúp EFL
  - Vô địch (1): 2024–25
  - Á quân (2): 1975–76, 2022–23
- Siêu cúp Anh
  - Vô địch (1): 1909
  - Á quân (5): 1932, 1951, 1952, 1955, 1996
- Inter-Cities Fairs Cup
  - Vô địch: 1968–69

## Các kỷ lục
- Trận thắng đậm nhất: 13-0 (thắng Newport County, giải hạng 2, 5 tháng 10 năm 1946)
- Trận thắng đậm nhất ở giải Ngoại hạng: 8-0 (thắng Sheffield Wednesday (tháng 9 năm 1999)
- Trận thua đậm nhất: 0-9 v Burton Wanderers, Division 2, 15 tháng 4, 1895)
- Trận thua đậm nhất giải Ngoại hạng: 0-5 v Chelsea, (2004)
- Cầu thủ thi đấu nhiều trận nhất: Jimmy Lawrence - 496 trận
- Cầu thủ thi đấu nhiều trận nhất ở giải vô địch quốc gia: Jimmy Lawrence - 432 trận
- Cầu thủ thi đấu nhiều trận nhất ở các cúp châu Âu: Shay Given - 54 trận
- Cầu thủ ghi bàn nhiều nhất: Alan Shearer - 203 bàn
- Cầu thủ ghi bàn nhiều nhất ở giải vô địch quốc gia: Jackie Milburn - 177 bàn
- Cầu thủ ghi bàn nhiều nhất ở các cúp châu Âu: Alan Shearer - 30 bàn
- Cầu thủ ghi bàn nhiều nhất trong 1 mùa bóng: Andy Cole - 41 bàn (1993/1994)
- Tổng số khán giả đông nhất: 68.386 (với Chelsea, hạng nhất, 3 tháng 9 năm 1930)
- Tổng số khán giả đông nhất ở giải Ngoại hạng: 52.327 (với Manchester United, 28 tháng 8 năm 2005)
- Cầu thủ trẻ nhất: Steve Watson - 16 tuổi 223 ngày (10 tháng 11 năm 1990)
- Cầu thủ già nhất: Billy Hampson - 42 tuổi 225 ngày (09 tháng 4 năm 1927)
- Cầu thủ thi đấu lâu nhất: Frank Hudspeth - 19 năm (1910 - 1929)
- Bán cầu thủ: Andy Carroll - 35 triệu bảng (cho Liverpool)
- Mua cầu thủ: Michael Owen - 17 triệu bảng (từ Real Madrid)

## Cầu thủ

### Đội hình hiện tại
Tính đến 30 tháng 1 năm 2025
Ghi chú: Quốc kỳ chỉ đội tuyển quốc gia được xác định rõ trong điều lệ tư cách FIFA. Các cầu thủ có thể giữ hơn một quốc tịch ngoài FIFA.
| Số | VT | Quốc gia  | Cầu thủ                             |
| -- | -- | --------- | ----------------------------------- |
| 1  | TM | Slovakia  | Martin Dúbravka                     |
| 2  | HV | Anh       | Kieran Trippier (đội phó)           |
| 4  | HV | Hà Lan    | Sven Botman                         |
| 5  | HV | Thụy Sĩ   | Fabian Schär                        |
| 6  | HV | Anh       | Jamaal Lascelles (đội trưởng thứ 3) |
| 7  | TV | Brasil    | Joelinton                           |
| 8  | TV | Ý         | Sandro Tonali                       |
| 9  | TĐ | Anh       | Callum Wilson                       |
| 10 | TV | Anh       | Anthony Gordon                      |
| 11 | TV | Anh       | Harvey Barnes                       |
| 13 | HV | Anh       | Matt Targett                        |
| 14 | TĐ | Thụy Điển | Alexander Isak                      |
| 17 | HV | Thụy Điển | Emil Krafth                         |
| 18 | TĐ | Đan Mạch  | William Osula                       |

| Số | VT | Quốc gia | Cầu thủ                      |
| -- | -- | -------- | ---------------------------- |
| 19 | TM | Hy Lạp   | Odysseas Vlachodimos         |
| 20 | HV | Anh      | Lewis Hall                   |
| 21 | HV | Anh      | Tino Livramento              |
| 22 | TM | Anh      | Nick Pope                    |
| 23 | TV | Anh      | Jacob Murphy                 |
| 26 | TM | Anh      | John Ruddy                   |
| 28 | TV | Anh      | Joe Willock                  |
| 29 | TM | Anh      | Mark Gillespie               |
| 33 | HV | Anh      | Dan Burn                     |
| 36 | TV | Anh      | Sean Longstaff               |
| 39 | TV | Brasil   | Bruno Guimarães (đội trưởng) |
| 67 | TV | Anh      | Lewis Miley                  |
| 75 | TV | Anh      | Trevan Sanusi                |

### Cho mượn
Ghi chú: Quốc kỳ chỉ đội tuyển quốc gia được xác định rõ trong điều lệ tư cách FIFA. Các cầu thủ có thể giữ hơn một quốc tịch ngoài FIFA.
| Số | VT | Quốc gia         | Cầu thủ                                                          |
| -- | -- | ---------------- | ---------------------------------------------------------------- |
| 25 | HV | Anh              | Lloyd Kelly (tại Juventus đến 30 tháng 6 năm 2025)               |
| 30 | HV | Scotland         | Harrison Ashby (tại Queens Park Rangers đến 30 tháng 6 năm 2025) |
| 37 | HV | Cộng hòa Ireland | Alex Murphy (tại Bolton Wanderers đến 30 tháng 6 năm 2025)       |

| Số | VT | Quốc gia | Cầu thủ                                                     |
| -- | -- | -------- | ----------------------------------------------------------- |
| 38 | TV | Anh      | James Huntley (tại Spennymoor Town đến 30 tháng 6 năm 2025) |
| 40 | TV | Anh      | Joe White (tại MK Dons đến 30 tháng 6 năm 2025)             |
| —  | TV | Jamaica  | Isaac Hayden (tại Portsmouth đến 30 tháng 6 năm 2025)       |

## Cầu thủ của năm
| Năm  | Cầu thủ giành giải |
| ---- | ------------------ |
| 1976 | Alan Gowling       |
| 1977 | Micky Burns        |
| 1978 | Irving Nattrass    |
| 1979 | Peter Withe        |
| 1980 | Alan Shoulder      |
| 1981 | Kevin Carr         |
| 1982 | Mick Martin        |
| 1983 | Kevin Keegan       |
| 1984 | Kevin Keegan       |
| 1985 | Peter Beardsley    |
| 1986 | Peter Beardsley    |
| 1987 | Paul Goddard       |

| Năm  | Cầu thủ giành giải |
| ---- | ------------------ |
| 1988 | Paul Gascoigne     |
| 1989 | John Hendrie       |
| 1990 | Micky Quinn        |
| 1991 | John Burridge      |
| 1992 | Gavin Peacock      |
| 1993 | Lee Clark          |
| 1994 | Andy Cole          |
| 1995 | Barry Venison      |
| 1996 | Darren Peacock     |
| 1997 | Steve Watson       |
| 1998 | David Batty        |
| 1999 | Alan Shearer       |

| Năm  | Cầu thủ giành giải |
| ---- | ------------------ |
| 2000 | Alan Shearer       |
| 2001 | Shay Given         |
| 2002 | Nolberto Solano    |
| 2003 | Alan Shearer       |
| 2004 | Olivier Bernard    |
| 2005 | Shay Given         |
| 2006 | Shay Given         |
| 2007 | Nicky Butt         |
| 2008 | Habib Beye         |
| 2009 | Sébastien Bassong  |
| 2010 | José Enrique       |
| 2011 | Fabricio Coloccini |

| Năm  | Cầu thủ giành giải |
| ---- | ------------------ |
| 2012 | Tim Krul           |
| 2013 | Davide Santon      |
| 2014 | Mike Williamson    |
| 2015 | Daryl Janmaat      |
| 2016 | Rob Elliot         |
| 2017 | Ciaran Clark       |
| 2018 | Jamaal Lascelles   |
| 2019 | Salomón Rondón     |
| 2020 | Martin Dubravka    |
| 2021 | Callum Wilson      |
| 2022 | Joelinton          |
| 2023 | Kieran Trippier    |

Nguồn: Newcastle United F.C.

## Chủ sở hữu
| Chức vụ            | Tên                    |
| ------------------ | ---------------------- |
| Chủ sở hữu         | Public Investment Fund |
| Giám đốc điều hành | Lee Charnley           |

Nguồn: 

## Ban lãnh đạo

#### Đội một
| Chức vụ                          | Tên                         |
| -------------------------------- | --------------------------- |
| Huấn luyện viên trưởng           | Eddie Howe                  |
| Trợ lý huấn luyện                | Jason Tindall               |
| Huấn luyện đội một               | Steve Agnew                 |
| Huấn luyện đội một               | Stephen Clemence            |
| Huấn luyện đội một               | Steve Harper                |
| Huấn luyện viên thủ môn          | Simon Smith                 |
| Trưởng bộ phận y tế              | Paul Catterson              |
| Thể hình, phục hồi chức năng     | Cristian Fernández Martínez |
| Thể lực                          | Simon Tweddle               |
| Trưởng khoa Vật lý trị liệu      | Derek Wright                |
| Vật lý trị liệu                  | Daniel Martí                |
| Vật lý trị liệu                  | Sean Beach                  |
| Trưởng bộ phận tuyển trạch       | Steve Nickson               |
| Trưởng bộ phận phân tích         | Kerry Morrow                |
| Trưởng bộ phận Khoa học thể thao | Jamie Harley                |
| Khoa học Thể thao                | John Fitzpatrick            |
| Khoa học Thể thao                | Jake Kemp                   |

Nguồn: 

#### Đội dự bị và học viện
| Chức vụ                        | Tên              |
| ------------------------------ | ---------------- |
| Giám đốc học viện              | Joe Joyce        |
| Huấn luyện viên trưởng U-23    | Ben Dawson       |
| Huấn luyện viên thể hình U-23  | Simon Tweddle    |
| Huấn luyện viên trưởng U-18    | Dave Watson      |
| Huấn luyện viên trưởng U-17    | Kevin Richardson |
| Huấn luyện viên trưởng U-16    | Liam Bramley     |
| Huấn luyện viên trưởng U-15    | Neil Winskill    |
| Huấn luyện viên thủ môn        | Steve Harper     |
| Trợ lý huấn luyện viên thủ môn | Daniel García    |
| Huấn luyện viên thể hình U-18  | Craig Musham     |
| Huấn luyện viên thể hình U-16  | Adam Rowan       |
| Trưởng khoa Vật lý trị liệu    | Stephen Weir     |
| Vật lý trị liệu                | Sean Beech       |
| Vật lý trị liệu                | Fraser Bell      |
| Bác sĩ                         | Tom Holland      |

Nguồn: 